# (6059) Diefenbach
(6059) Diefenbach est un astéroïde de la ceinture principale.

## Description
(6059) Diefenbach est un astéroïde de la ceinture principale. Il fut découvert le 11 octobre 1979 à l'observatoire Kleť par Zdeňka Vávrová. Il présente une orbite caractérisée par un demi-grand axe de 2,44 UA, une excentricité de 0,22 et une inclinaison de 2,3° par rapport à l'écliptique.

## Compléments